# Mystromys
Mystromys és un gènere de rosegadors de la família dels nesòmids. El seu únic representant vivent, M. albicaudatus, viu a les sabanes i els herbassars de Sud-àfrica i Eswatini, mentre que les espècies fòssils s'han trobat totes a Sud-àfrica i daten d'entre el Pliocè inferior i principis de l'Holocè. Tenen una dieta essencialment (però no exclusivament) herbívora. Es tracta de l'únic gènere de la subfamília dels mistromins.